# Superliga de Eslovaquia 2012-13
La Superliga de Eslovaquia 2012-13 (también llamada Corgoň Liga por motivos de patrocinio) fue la 20.ª temporada de máximo nivel de fútbol en Eslovaquia. Se inició el 14 de julio de 2012 y finalizó el 26 de mayo de 2013. El campeón fue el Slovan Bratislava, que ganó su séptimo campeonato. El goleador fue el argentino David Depetris.

## Equipos
Un total de 12 equipos que disputaron la liga, incluyendo 11 equipos de la temporada 2011-12 y uno ascendido de la 2. liga.
El descenso del DAC Dunajská Streda a la Primera Liga de fue confirmado el 5 de mayo de 2012, poniendo fin a cuatro temporadas consecutivas en la Corgoň Liga.  El equipo descendido fue reemplazado por el Spartak Myjava, que hará su debut en Corgoň Liga.
| Equipo                | Ciudad          | Estadio                      | Capacidad |
| --------------------- | --------------- | ---------------------------- | --------- |
| AS Trenčín            | Trenčín         | Štadión na Sihoti            | 4.500     |
| Dukla Banská Bystrica | Banská Bystrica | Štadión SNP                  | 10.000    |
| FC Nitra              | Nitra           | Štadión pod Zoborom          | 11.384    |
| FK Senica             | Senica          | Štadión FK Senica            | 4.500     |
| MFK Košice            | Košice          | Štadión Lokomotívy v Čermeli | 9.000     |
| MFK Ružomberok        | Ružomberok      | Štadión MFK Ružomberok       | 4.817     |
| MŠK Žilina            | Žilina          | Štadión pod Dubňom           | 11.181    |
| Slovan Bratislava     | Bratislava      | Štadión Pasienky             | 12.000    |
| Spartak Myjava        | Myjava          | Štadión Myjava               | 2.000     |
| Spartak Trnava        | Trnava          | Štadión Antona Malatinského  | 18.448    |
| Tatran Prešov         | Prešov          | Tatran Štadión               | 5.410     |
| ViOn Zlaté Moravce    | Zlaté Moravce   | Štadión FC ViOn              | 4.000     |

### Información de equipos
| Equipo                | Presidente      | Entrenador       | Capitán         | Marca    | Patrocinador de camiseta                |
| --------------------- | --------------- | ---------------- | --------------- | -------- | --------------------------------------- |
| AS Trenčín            | Tscheu La Ling  | Adrián Guľa      | Miloš Volešák   | Nike     | Aegon                                   |
| Dukla Banská Bystrica | Tomáš Geist     | Norbert Hrnčár   | Martin Poljovka | adidas   | Express Slovakia                        |
| FC Nitra              | Eugen Árvay     | Jozef Vukušič    | Petr Kaspřák    | Jako     | Bonul Security, El Comp, Špeciál Izotex |
| FK Senica             | Viktor Blažek   | Vladimír Koník   | Tomáš Kóňa      | hummel   |                                         |
| MFK Košice            | Blažej Podolák  | Ján Kozák        | Peter Šinglár   | Nike     | Steel Trans                             |
| MFK Ružomberok        | Milan Fiľo      | Ladislav Šimčo   | Tomáš Ďubek     | Adidas   | Mondi SCP                               |
| MŠK Žilina            | Jozef Antošík   | Štefan Tarkovič  | Miroslav Barčík | Nike     | Preto                                   |
| Slovan Bratislava     | Ivan Kmotrík    | Samuel Slovák    | Igor Žofčák     | adidas   | Niké                                    |
| Spartak Myjava        | Pavel Halabrín  | Ladislav Hudec   | Martin Černáček | Uhlsport | NAD RESS                                |
| Spartak Trnava        | Michal Pethö    | Vladimír Ekhardt | Miroslav Karhan | Adidas   | Danube Wings.eu, ŽOS Trnava             |
| Tatran Prešov         | Miroslav Remeta | Jozef Bubenko    | Peter Petráš    | adidas   | DÚHA                                    |
| ViOn Zlaté Moravce    | Karol Škula     | Juraj Jarábek    | Pavol Majerník  | Legea    | ViOn                                    |

Adidas es el proveedor oficial del balón de la Corgoň Liga.

### Cambios de entrenadores
| Equipo                | Entrenador saliente | Motivo               | Fecha de salida         | Posición en la tabla | Reemplazado por   | Fecha de nombramiento   |
| --------------------- | ------------------- | -------------------- | ----------------------- | -------------------- | ----------------- | ----------------------- |
| FK Senica             | Stanislav Griga     | Consentimiento mutuo | 26 de abril de 2013     | Pretemporada         | Zdeněk Psotka     | 4 de mayo de 2012       |
| MFK Ružomberok        | Aleš Křeček         | Fin de contrato      | 15 de mayo de 2012      | Pretemporada         | Ladislav Šimčo    | 4 de junio de 2012      |
| Dukla Banská Bystrica | Štefan Zaťko        | Despedido            | 23 de mayo de 2012      | Pretemporada         | Norbert Hrnčár    | 6 de junio de 2012      |
| 1. FC Tatran Prešov   | Serhiy Kovalets     | Fin de contrato      | 30 de junio de 2012     | Pretemporada         | Angel Chervenkov  | 8 de julio de 2012      |
| ŠK Slovan Bratislava  | Vladimír Weiss      | Renuncia             | 29 de julio de 2012     | 5°                   | Samuel Slovák     | 3 de agosto de 2012     |
| FC Nitra              | Ladislav Jurkemik   | Despedido            | 5 de noviembre de 2012  | 12°                  | Jozef Vukušič     | 6 de noviembre de 2012  |
| FC Spartak Trnava     | Pavel Hoftych       | Renuncia             | 18 de noviembre de 2012 | 12°                  | Peter Zelenský    | 19 de noviembre de 2012 |
| 1. FC Tatran Prešov   | Angel Chervenkov    | Renuncia             | 20 de noviembre de 2012 | 11°                  | Ladislav Totkovič | 20 de noviembre de 2012 |
| FK Senica             | Zdeněk Psotka       | Consentimiento mutuo | 3 de enero de 2013      | 3°                   | Vladimír Koník    | 3 de enero de 2013      |
| MŠK Žilina            | Frans Adelaar       | Despedido            | 3 de enero de 2013      | 5°                   | Štefan Tarkovič   | 3 de enero de 2013      |
| 1. FC Tatran Prešov   | Ladislav Totkovič   | Despedido            | 16 de abril de 2013     | 10°                  | Jozef Bubenko     | 16 de abril de 2013     |
| FC Spartak Trnava     | Peter Zelenský      | Mutuo acuerdo        | 23 de abril de 2013     | 12°                  | Vladimír Ekhardt  | 23 de abril de 2013     |

## Tabla de posiciones
|  |    | Equipos               | PJ | PG | PE | PP | GF | GC | DG  | Pts |
|  | -- | --------------------- | -- | -- | -- | -- | -- | -- | --- | --- |
|  | 1  | Slovan Bratislava     | 33 | 16 | 11 | 6  | 56 | 33 | +23 | 59  |
|  | 2  | Senica                | 33 | 16 | 7  | 10 | 40 | 34 | +7  | 55  |
|  | 3  | Trenčín               | 33 | 14 | 11 | 8  | 52 | 34 | +18 | 53  |
|  | 4  | Spartak Myjava        | 33 | 13 | 9  | 11 | 43 | 37 | +6  | 48  |
|  | 5  | Košice                | 33 | 12 | 11 | 10 | 38 | 33 | +5  | 47  |
|  | 6  | Ružomberok            | 33 | 12 | 9  | 12 | 36 | 46 | -10 | 45  |
|  | 7  | Žilina                | 33 | 9  | 15 | 9  | 37 | 28 | +9  | 42  |
|  | 8  | Zlaté Moravce         | 33 | 11 | 8  | 14 | 42 | 43 | -1  | 42  |
|  | 9  | Dukla Banská Bystrica | 33 | 9  | 11 | 13 | 28 | 32 | -4  | 38  |
|  | 10 | Nitra                 | 33 | 11 | 6  | 16 | 39 | 54 | -15 | 36  |
|  | 11 | Spartak Trnava        | 33 | 8  | 11 | 14 | 34 | 51 | -17 | 35  |
|  | 12 | Tatran Prešov         | 33 | 8  | 9  | 16 | 21 | 41 | -20 | 33  |

PJ = Partidos jugados; PG = Partidos ganados; PE = Partidos empatados; PP = Partidos perdidos; GF = Goles anotados; GC = Goles recibidos; DG = Diferencia de goles; Pts = Puntos